# Saugendorf
Saugendorf ist ein Gemeindeteil der Stadt Waischenfeld im Landkreis Bayreuth (Oberfranken, Bayern). Saugendorf liegt in der Gemarkung Gösseldorf.

## Geografie
Das Dorf Saugendorf steht auf der Südspitze einer Hochebene, die vom Aufseßtal im Südwesten und vom Wiesenttal im Südosten abgegrenzt wird. Das Dorf liegt im zentralen Teil der Fränkischen Schweiz, etwa einen Kilometer nordwestlich der Wiesent und zweieinhalb Kilometer nordöstlich der Aufseß. Die Nachbarorte sind Hubenberg im Norden, Heroldsberg im Nordosten, Rabeneck im Osten, im Südosten, Köttweinsdorf im Süden, Gösseldorf im Südwesten und Seelig im Nordwesten. Das Dorf ist von dem vier Kilometer entfernten Waischenfeld aus über die Staatsstraße 2191 und dann über die Kreisstraße BT 35 erreichbar.

## Geschichte
Bis zur Gebietsreform in Bayern war Saugendorf ein Gemeindeteil der Gemeinde Gösseldorf im Landkreis Ebermannstadt. Die mit dem Gemeindeedikt von 1818 gebildete Gemeinde hatte 1961 insgesamt 337 Einwohner, davon 54 in Saugendorf, das damals 12 Wohngebäude hatte. Die Gemeinde Gösseldorf wurde am 31. Dezember 1970 aufgelöst und Saugendorf zu einem Gemeindeteil der Stadt Waischenfeld.

## Baudenkmäler

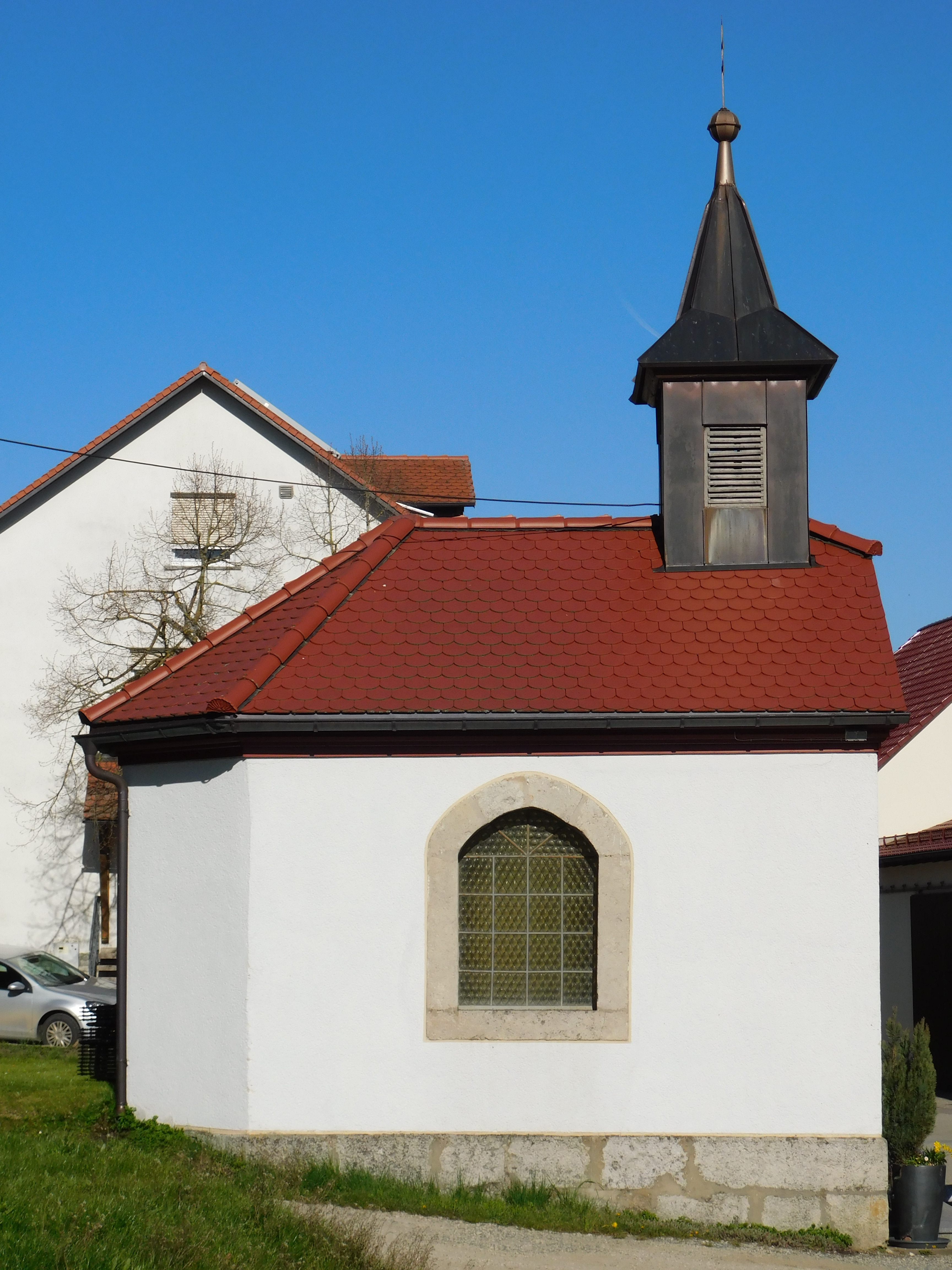
Die Kapelle von Saugendorf

Einziges Baudenkmal ist eine Kapelle in Walmdachbauweise mit Dachreiter.

## Sehenswürdigkeiten in der Natur

Der Dooser Wasserfall

Etwa zweieinhalb Kilometer südwestlich von Saugendorf liegt der Dooser Wasserfall, der von der Aufseß kurz vor ihrer Mündung in die Wiesent gebildet wird. Bis zu seiner weitgehenden Zerstörung im 19. Jahrhundert bildete er einst einen imposanten Wasserfall, der von einer vier Meter hohen Kalktuff-Barriere verursacht wurde.
Als jedoch Bauern aus dem zwei Kilometer südlich des Wasserfalls gelegenen Engelhardsberg auf den geschäftsträchtigen Gedanken kamen, den die Barriere bildenden Tuff als Baumaterial für die Gewölbedecken von Kuhställen zu verwenden, wurde die Fallhöhe des einst wuchtigsten Wasserfall Frankens halbiert und beträgt heute lediglich noch zwei Meter. Auch im ehemaligen Gasthaus von Saugendorf gibt es ein Gewölbe, das aus Tuffmaterial gebaut wurde, das vom Dooser Wasserfall stammt.
Der Raubbau an der Tuff-Barriere hatte zur Folge, dass der Dooser Wasserfall heute lediglich noch den kaskadenartigen Charakter einer Stromschnelle hat.